# Euphorbia articulata
Euphorbia articulata là một loài thực vật có hoa trong họ Đại kích. Loài này được Burm. mô tả khoa học đầu tiên năm 1760.